# Inger & det dårlige selskab
|  | Denne artikel er oprettet af botten Steenthbot ud fra en ekstern database. Den kan derfor have sproglige fejl eller mangler. Denne skabelon kan fjernes efter kontrol af indholdet. |

Inger & det dårlige selskab er en dansk portrætfilm fra 2023 instrueret af Jella Bethmann.

## Handling
I et lettere ramponeret hus i skovbrynet overfor Sorø Station leves særligt skrøbelige liv. Huset ejes af Inger – og bebos af en ukurant flok af dagdrivere, drømmere og landevejsriddere.
Nogle kommer forbi til en kop kaffe og afsætning af dagens røverhistorie, mens andre bliver hængende år ud og år ind, mens de venter på deres chance.  
Inger er 80 år og til stadighed omdrejningspunkt for den brogede flok. Filmen følger Inger og giver et kærligt blik på de op- og nedture, der følger med et udsat sind. Den viser, hvordan kærlighed, omsorg og accept kan ændre alt – også i et lettere ramponeret hus på kanten af skovbrynet.